# Dębinek
Dębinek – nieoficjalna kolonia wsi Kruszyn Krajeński w Polsce, położona w województwie kujawsko-pomorskim, w powiecie bydgoskim, w gminie Białe Błota.
W latach 1975–1998 Dębinek należał administracyjnie do województwa bydgoskiego.
W pobliżu wsi płynie Kanał Górnonotecki. W Dębinku znajduje się wodny węzeł rozrządowy, gdzie na odcinku 600 m poprzez dwie śluzy i trzy jazy następuje podział nurtu wodnego (w sposób umożliwiający regulację) na dwie odnogi: jedną zasilającą Noteć i drugą poprowadzoną do Kanału Bydgoskiego. Nad znajdującymi się tutaj ciekami przerzucono 4 mosty.